# Multimedioppia mirena
Multimedioppia mirena är en kvalsterart som beskrevs av Subías 1991. Multimedioppia mirena ingår i släktet Multimedioppia och familjen Oppiidae. Inga underarter finns listade i Catalogue of Life.